# Fondation canadienne des tumeurs cérébrales
La Fondation canadienne des tumeurs cérébrales (en anglais : Brain Tumour Foundation of Canada) (créé en 1982) est un organisme sans but lucratif qui offre du soutien, de l'éducation et des renseignements aux personnes vivant au Canada aux prises avec une tumeur du cerveau. 
Son siège social est à London, Ontario. La directrice générale est Susan Marshall.